# SEAT IBe
El SEAT IBe es un prototipo de coche eléctrico presentado por SEAT en el Salón del Automóvil de Ginebra de 2010, en color blanco. Unos meses más tarde se presentó una segunda versión más avanzada en el Salón del Automóvil de París de 2010, ésta en un color rojizo. Su denominación “IB”  viene  de” Ibérica” haciendo referencia a la península ibérica y la letra “E” significa “eléctrico”.

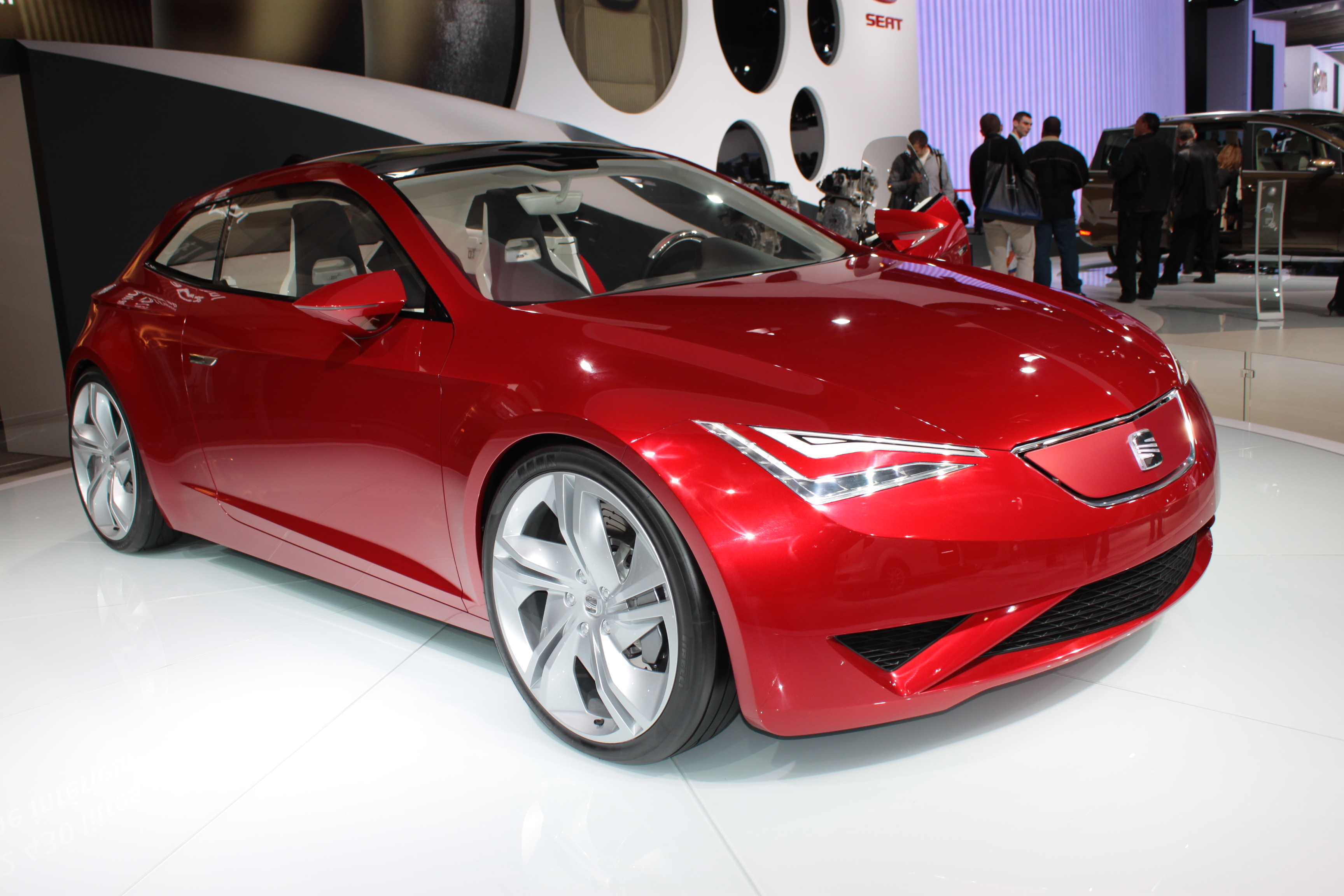
Evolución del concept car SEAT IBe

Aunque está básicamente pensado para la movilidad urbana, este cupé eléctrico busca conjugar estilo y dinámica de conducción. Mediante un teléfono móvil (del tipo «smartphone») el conductor podrá conocer la carga de la batería y datos del ordenador de viaje o reproducir música en el equipo de sonido del coche. El SEAT IBE está preparado para lo que la marca denomina «comunicación Car-to-X». Se trata de una futura red de información donde se podrá intercambiar información, por ejemplo del tráfico, con otros vehículos o con «elementos de la infraestructura vial».
No es la primera vez que la marca española presenta un prototipo eléctrico: ya habido varios; el primer eléctrico fue el SEAT Toledo I en 1992, luego le siguen el SEAT Ibiza II eléctrico de 1993 y el SEAT Inca Electric en 1995.

## Medidas
El prototipo del Salón de París 2010 tiene unas dimensiones diferentes (3,83 m de largo, 1,77 m de ancho y 1,23 m de alto) que el de Ginebra 2010 (3,78 m, 1,80 m y 1,22 m respectivamente). Se espera que de este modelo surja el SEAT León III.